# 莫頓縣 (北達科他州)
莫頓县（英語：Morton County）是位於美国北达科他州西南部的一個縣，面積5,038平方公里。根據2020年美國人口普查統計，共有人口33,291人。縣治曼丹（Mandan）。該縣成立於1873年1月8日，縣政府成立於1881年2月28日；縣名紀念聯邦參議員奧利弗·莫頓。